# Ockelbo
Ockelbo er en by i landskapet Gästrikland i Gävleborgs län i Sverige . Den er administrationsby i Ockelbo kommun og i 2010 boede der 2.724 mennesker. 
Det er registreret ca. 150 fortidsminder i Ockelbo, blandt andet nogle stenalderbosættelser. De fleste er imidlertid grave fra den yngre jernalder. 
I 1200-tallet blev der bygget en kirke i romansk stil i Ockelbo. Der blev opført en ny kirke i 1791–93, men denne kirke blev totalt ødelagt af brand i 1904. I 1906–08 blev der så opført en ny kirke i nybarok, efter tegninger af arkitekt Gustaf Améen. 
I Ockelbo er Ockelbo Marknad blevet afholdt to gange om året siden 1981. På stedet blev der frem til 1992 produceret både snescootere og både af mærket Ockelbo. 
Ockelbos basketballklub, Ockelbo Basket, har spillet i den øverste division i Sverige, men blev degraderet til en lavere division på grund af økonomiske problemer.

## Kendte personer fra Ockelbo
- Svante Stockselius
- Daniel Westling